# Psoralea acuminata
Psoralea acuminata, biljna vrsta iz porodice mahunarfki. to je grm iz roda Psoralea, endem iz južnoafričke provincije Western Cape.
Nekada je uključivana u rod Otholobium, iz kojega je sa još preostalim vrstama tog roda 2022. premještena u psoraleje.

## Sinonimi
- Otholobium acuminatum (Lam.) C.H.Stirt.; S. Afr. J. Bot. 52(1): 2 (1986)